# 재클린 스콧

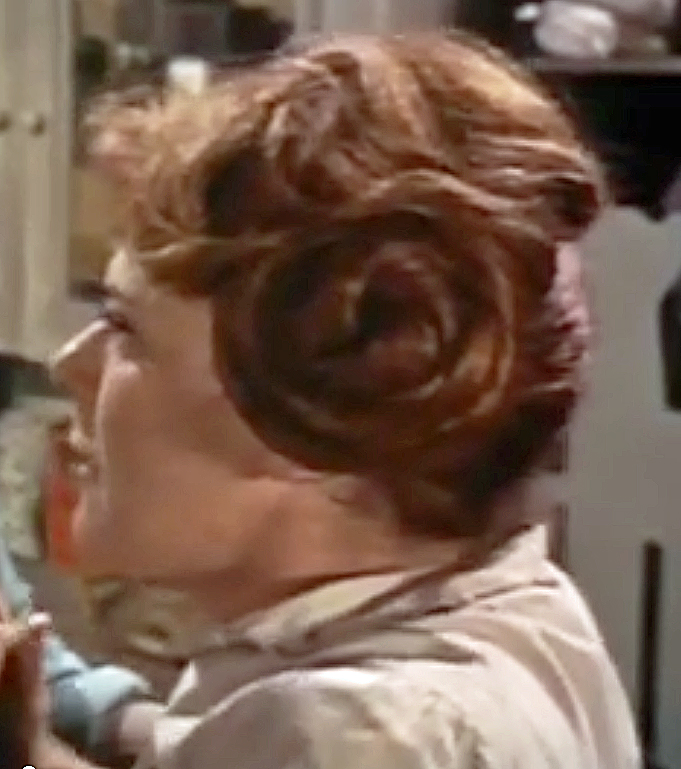

재클린 스콧(Jacqueline Scott, 1932년 1월 1일 ~ 2020년 7월 23일)은 미국의 배우, 연극 배우, 텔레비전 배우, 영화배우이다.
뉴욕에서 태어났다.

## 영화
- 스파인 팅글러! 더 윌리엄 캐슬 스토리 (2007년)
- 징크스 (1982년)
- 제1구조대 (1979년)
- 개미 왕국 (1977년)
- 텔레폰 (1977년)
- 혹성탈출 - TV 시리즈 (1974년) - 키라 역
- 명탐정 바나비 존즈 (1973년)
- 돌파구 (1973년)
- 샌프란시스코 수사반 (1972년)
- 대결 (1971년)
- 스모크 (1970년)
- 건파이터의 최후 (1969년)
- 아이언 사이드 (1967년)
- FBI (1965년)
- 제3의 눈 (1963년)
- 도망자 (1963년)
- 보난자 (1959년)
- 서부의 파라딘 (1957년)
- 페리 메이슨 (1957년)
- 딜론 보안관 (1955년)
- 디즈니랜드 (1954년) - 프랜 핏치 역
- 달려라 래시 (1954년)